# Ficus ridleyana
Ficus ridleyana là một loài thực vật có hoa trong họ Moraceae. Loài này được C.C.Berg & Chantaras. mô tả khoa học đầu tiên năm 2007.